# Olešský rajón
Olešský rajón (ukrajinsky Олешківський район, do roku 2016 Cjurupynský rajón, ukrajinsky Цюрупинський район) byl rajón v Chersonské oblasti na Ukrajině. Hlavním městem byly Olešky a rajón měl přibližně 70 tisíc obyvatel. 

## Sídla v rajónu
- Brylivka
- Nova Majačka

- Olešky